# (34926) 6133 P-L
6133 P-L (asteroide 34926) é um asteroide da cintura principal. Possui uma excentricidade de 0.21691310 e uma inclinação de 2.77853º.
Este asteroide foi descoberto no dia 24 de setembro de 1960 por Cornelis Johannes van Houten e Ingrid van Houten-Groeneveld e Tom Gehrels em Palomar.